# Euplexia obscura
Euplexia obscura là một loài bướm đêm trong họ Noctuidae.